# 1922
Het jaar 1922 is een jaartal volgens de christelijke jaartelling.

## Gebeurtenissen
januari
- 1 - Groot Praag wordt gevormd als een groot aantal gemeenten onderdeel wordt van de gemeente Praag.
- 9 - De grote metaalstaking in Nederland eindigt in een nederlaag. De staking was door de samenwerkende bonden op 31 oktober 1921 uitgeroepen om de door de werkgevers aangekondigde loonsverlaging van 15 procent te verhinderen.
- 11 - De veertienjarige diabetespatiënt Leonard Thompson is in het General Hospital van Toronto de eerste die een injectie met Insuline krijgt.
- 28 - Na een sneeuwstorm van twee dagen bezwijkt het dak van het Knickerbocker Theatre in Washington D.C.. Er zijn 98 doden en meer dan 100 gewonden.
- 29 - De Vlaamse Toeristenbond (VTB) wordt in de schoot van de Vlaamse Beweging opgericht en heeft tot doel reizen en toerisme in Vlaanderen te bevorderen. Het is de tegenhanger van de Franstalige Touring Club de Belgique.
- 30 - Uit het toenmalige Swinemünde (thans Świnoujście) vertrekt de eerste boot in de Seedienst Ostpreußen omdat Duitse reizigers naar Oost-Pruisen anders in geblindeerde treinwagons de Poolse Corridor moeten oversteken.

februari
- 6 - Bij het Vlootverdrag van Washington leggen de Verenigde Staten, het Verenigd Koninkrijk, Japan, Frankrijk en Italië zich beperkingen op in de grootte van hun slagschepen op de Stille Oceaan.
- 6 - Na een conclaaf van vijf dagen wordt de Italiaanse kardinaal Ratti tot nieuwe paus verkozen. Hij kiest de naam Pius XI.
- 9 - Ds. Kersten, kamerlid van de Staatkundig Gereformeerde Partij, overhandigt ruim 27.000 handtekeningen aan de koningin tegen de "dwangvaccinatie" van het voor schoolkinderen verplichte pokkenbriefje.
- 14 - De Finse minister van Binnenlandse Zaken Heikki Ritavuori wordt vermoord.
- 21 - Het persbureau Vaz Dias verzorgt de eerste nieuwsuitzending op de radio via de zender van de Amsterdamse effectenbeurs.

maart
- 8 - Tussen Genemuiden en Zwartsluis verdrinken elf mensen tijdens een heftig noodweer nadat de veerpont over het Zwarte Water was gezonken. Drie mensen overleven de overtocht.
- 22 - Frankrijk, het Verenigd Koninkrijk en Italië komen tot een vergelijk betreffende het conflict tussen Griekenland en Turkije: Er komt een wapenstilstand, en Turkije houdt geheel Anatolië en Constantinopel, maar Griekenland krijgt de helft van Europees-Turkije waaronder de stad Adrianopel (Edirne). Thracië en de Dodekanesos worden gedemilitariseerd.
- 23 In de Straat van Gibraltar verdrinken alle 23 opvarenden van de Britse onderzeeboot HMS H42 na een aanvaring met de eveneens Britse torpedojager HMS Versatile.

april
- 1 - De 48-jarige Anton Philips krijgt de leiding van de, in 1891 door zijn vader Frederik en zijn oudere broer Gerard gestichte, gloeilampenfabriek Philips & Co te Eindhoven.
- 3 - Jozef Stalin wordt Secretaris-generaal van de Communistische Partij van de Sovjet-Unie, en daarmee na Lenin de machtigste man in de partij en het land.
- 10 - Begin van de conferentie van Genua (einde 19 mei), een mislukte poging om de betrekkingen tussen de Sovjet-Unie en de westelijke landen te normaliseren.
- 14 - Met een uitvoering van Bachs Matthäus Passion in de Grote Kerk te Naarden presenteert de in 1921 opgerichte Bachvereeniging zich voor de eerste keer in het openbaar.
- 16 - Verdrag van Rapallo tussen Duitsland en de Sovjet-Unie. De diplomatieke betrekkingen worden genormaliseerd en de onderlinge handel versterkt.
- 21 - Begin van de Amerikaanse Centraal-Aziatische Expedities in de Gobiwoestijn, de veronderstelde plaats van oorsprong van de mens.

mei
- 3 - Bij Winterswijk wordt een zoutlaag aangeboord.
- 3 - De brouwerij De Klok te Groenlo fuseert met de Enschedese Bier Brouwerij.
- 7 - In Amsterdam verslaat België het Nederlands voetbalelftal met 1-2.
- 17 - Kenelm Lee Guinness brengt het wereldsnelheidsrecord op land op 215,25 km/h.
- 22 - Begin bouw van de havenstad Pointe-Noire in de Franse Congo.
- 31 - Afsluiting van het driedaags Internationaal Congres van Progressieve Kunstenaars in Düsseldorf.

juni
- 1 - Na de Ierse onafhankelijkheid wordt de Royal Irish Constabulary ontbonden en vervangen door de Garda Síochána in de Ierse Vrijstaat en de Royal Ulster Constabulary in Noord-Ierland.
- 20 - Vogelbeschermers uit een aantal landen richten in Londen de International Council for Bird Preservation op.
- 22 - Het Permanent Hof van Arbitrage houdt de eerste zitting te Den Haag.
- 24 - De Duitse minister van Buitenlandse Zaken Walther Rathenau wordt vermoord. Een anti-campagne was reeds in gang gezet spoedig na zijn aantreden als minister van Reconstructie.
- 26 - In het dwergstaatje Monaco volgt kroonprins Louis als prins Louis II zijn vader Albert op. Onder Franse druk heeft deze ongehuwde prins voor een troonopvolger gezorgd door Charlotte Louvet als dochter te adopteren.
- De Sovjet-Unie en Tsjecho-Slowakije sluiten een handelsovereenkomst.

juli
- 2 - De 18-jarige Ralph Samuelson waterskiet als eerste op het Lake City (Minnesota).
- 3 - Oprichting Taman Siswa, antikoloniale onderwijsbeweging in Nederlands-Indië, door Ki Hadjar Dewantara.
- 5 - Nederland kiest een nieuwe Tweede Kamer en voor het eerst stemmen de vrouwen mee. Net als in 1918 is de katholieke RKSP met 32 zetels de grote winnaar. Samen met de gereformeerde ARP (16) en de hervormde CHU (11) krijgt zij een ruime meerderheid van 59 (van de 100) zetels.
- 9 - Johnny Weismuller duikt als eerste mens onder de minuut op de 100 meter vrije slag; in Alameda brengt de latere filmster (Tarzan) het wereldrecord op 58,6.
- 14 - De Franse president Alexandre Millerand ontsnapt aan een aanslag op zijn leven door de anarchist Gustave Bouvet.
- 24 - De Volkenbond stelt het Mandaat voor Palestina vast. De Algemene Vergadering – 51 landen – verklaart unaniem: "Onder de overweging dat de historische band van het Joodse volk met Palestina wordt erkend, is er daarom reden voor het herstel van hun nationale tehuis in dat gebied."

augustus
- 1 - In Frankrijk komt een trein met bedevaartgangers naar Lourdes in botsing met een sneltrein en komen 31 mensen om het leven.
- 2 - Een Japans cruiseschip, de Niitakat, zinkt tijdens een storm voor de kust van Kamtsjatka. 300 opvarenden komen daarbij om.
- 4 - De door Enver Pasja geleide Basmatsji-eenheid in de buurt van Doesjanbe wordt verslagen en vernietigd door het Rode Leger.
- 4 - Tijdens de begrafenis van Alexander Graham Bell wordt het telefoonverkeer in de Verenigde Staten een minuut lang stilgelegd.
- 11 - Balfour Note: Het Verenigd Koninkrijk verklaart dat het niet meer zal eisen aan herstelbetalingen en terugbetaling van oorlogsschulden dan het zelf aan oorlogsschulden aan de Verenigde Staten moet betalen.
- 26 - Turkije begint een nieuw offensief tegen Griekenland. Turkije verovert Smyrna en rukt op in Thracië. In Smyrna worden de Grieken gedwongen te vertrekken, de Armeense bevolking wordt gedood.

september
- 2 - Het eerste fossiel van Protoceratops wordt gevonden in Mongolië.
- 13 - De Turken veroveren de stad Smyrna. De gearresteerde aartsbisschop Chrysostomos wordt door de commandant uitgeleverd aan de soldaten, die hem doodmartelen en zijn verminkte lijk door de straten slepen. Daarna beginnen ze met het in brand steken van christelijke wijken, wat de volgende twee weken doorgaat.
- 17 - De Nederlandse wielrenner Piet Moeskops wordt wederom wereldkampioen op de sprint.
- 18 - Beëdiging tweede kabinet-Ruys de Beerenbrouck.
- 27 - In Griekenland wordt koning Constantijn I voor de tweede maal tot abdicatie gedwongen.
- 27 - In Los Angeles gaat de eerste Stereoscopische film in première: The power of love. Een succes wordt het niet.
- 29 - Het Britse mandaat over Palestina gaat van start.
- Chanakcrisis: Dreigende oorlog tussen de Britten en de Turkse nationalisten over Chanak en andere delen van de Dardanellenregio (de gebieden zijn Turks, maar onder Britse bezetting).

oktober
- 11 - Wapenstilstand tussen de Britten en de Turkse nationalisten, nadat de Fransen en de Canadezen steun aan de Britten hebben geweigerd.
- 15 - Wapenstilstand tussen Turkije en Griekenland nadat de Grieken onder Britse druk Istanboel hebben ontruimd. Turkije herkrijgt Oost-Thracië van Griekenland.
- 28 - Mars naar Rome van de fascisten onder leiding van Benito Mussolini.
- 30 - Benito Mussolini wordt premier van een coalitiekabinet in Italië.
- oktober - Lise Meitner wordt de eerste vrouwelijke hoogleraar in Duitsland.

november
- 1 - Het sultanaat in Turkije wordt afgeschaft.
- 4 - De eerste compleet intacte grafkamer van een Egyptische farao wordt ontdekt in de Vallei der Koningen door de Brit Howard Carter. Het is vermoedelijk dat van Toetanchamon. Op 26 november komt aan de onzekerheid een eind wanneer de naam Toetanchamon zichtbaar wordt en de koninklijke grafkamer waarin zijn sarcofaag geopend wordt.
- 11 - Plechtige herbegrafenis te Brussel van een naamloze Belg in wat voortaan het Graf van de Onbekende Soldaat zal heten.
- 13 Het Hooggerechtshof van de Verenigde Staten besluit in de zaak Takao Ozawa vs. United States, dat Japanners niet blank zijn, maar leden van een “onassimileerbaar” ras,  en dus niet in aanmerking komen voor naturalisatie.
- 14 - De British Broadcasting Company, de voorloper van de BBC, begint met radio-uitzendingen vanuit het Marconi hoofdkantoor in het centrum van Londen.
- 17 - Voormalig sultan Mehmet VI verlaat Turkije.
- 29 - De Britten in het mandaatgebied Palestina verklaren, dat het Hebreeuws voortaan de officiële taal van de Joden in die regio zal zijn.

december
- 2 - In het Protocol van Uqair worden de grenzen van Koeweit vastgelegd.
- 14 - De eerste gekozen president van Polen, Gabriel Narutowicz, wordt, slechts een paar uur nadat hij in functie is getreden, vermoord door een nationalistische fanaticus.
- 29 - In Nederland wordt plechtig de herziene Grondwet geproclameerd.
- 30 - Officiële oprichting van de Sovjet-Unie.

zonder datum
- De cartoon Felix de Kat bedacht door Pat Sullivan dan wel zijn werknemer Otto Messmer is een groot succes.
- De laatste gulden van het type Wilhelmina komt in Nederland in omloop. Dit type blijft tot 1945 in productie.
- De Volksraad van Indië krijgt uitbreiding van bevoegdheden, maar de Indiërs keren zich in toenemende mate van een voor hen te traag en teleurstellend politiek proces af.

## Muziek
- De Finse componist Jean Sibelius componeert Andante festivo
- Franz Lehár componeert Frühling, Frasquita en La danze della libellule

### Premières
- 17 februari: Halte Huldamuziek van Sverre Jordan en Johan Halvorsen is te horen in Oslo
- 4 maart: Symfonie nr. 2 van Albert Roussel is voor het eerste te horen
- 26 maart: de opera Sancta Susanna van Paul Hindemith in Frankfurt am Main
- 29 april: De vrijers van de hertogin van Natanael Berg
- 22 juni: First rhapsody van Ernest John Moeran
- 17 oktober: Charles Hubert Parry's An English Suite in Londen
- 13 november: Mater ora filium voor dubbelkoor van Arnold Bax
- 2 december: Symfonie nr. 1 van Arnold Bax

## Literatuur

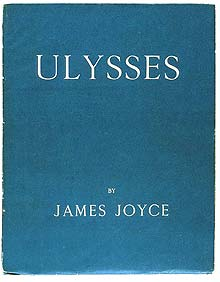
1st ed. cover

## Beeldende kunst

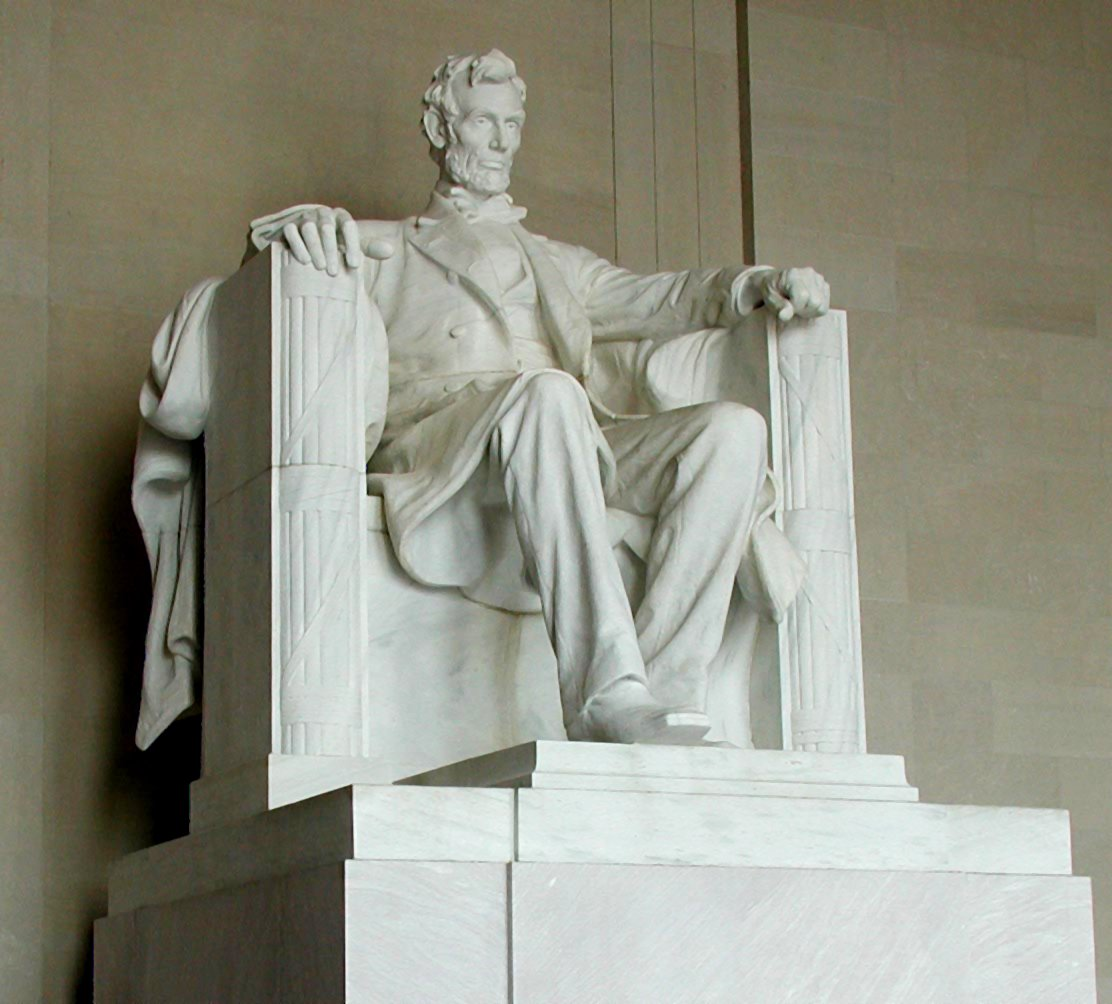
Abraham Lincoln (1922) Daniel Chester French, Lincoln Monument, Washington D.C.
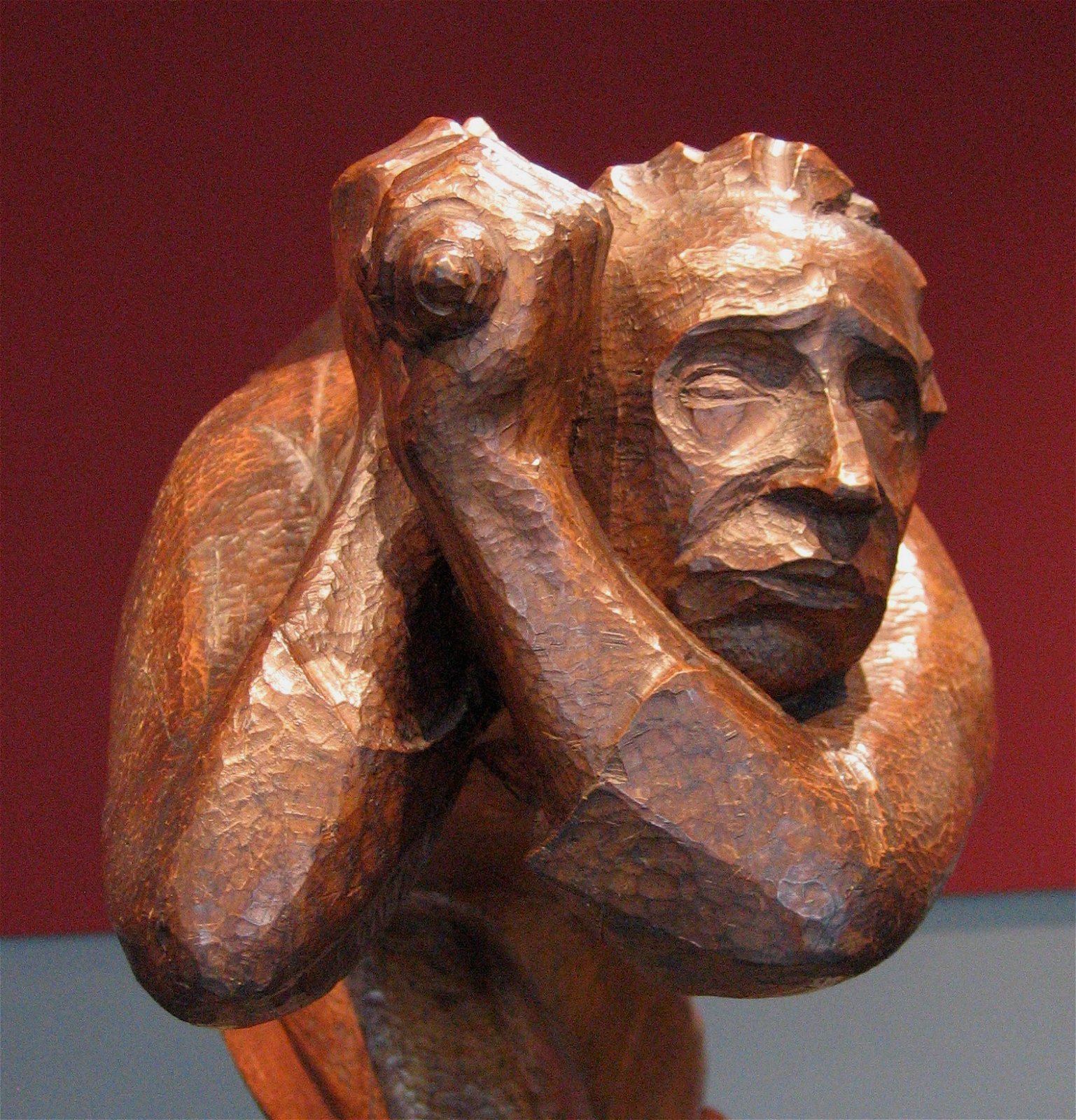
Der Rächer (1922) Ernst Barlach, Hamburg
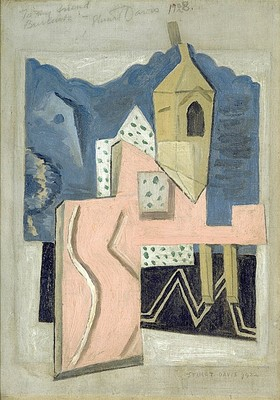
Steeple and Street (1922) Stuart Davis, Hirshhorn Museum, Washington D.C..

## Bouwkunst

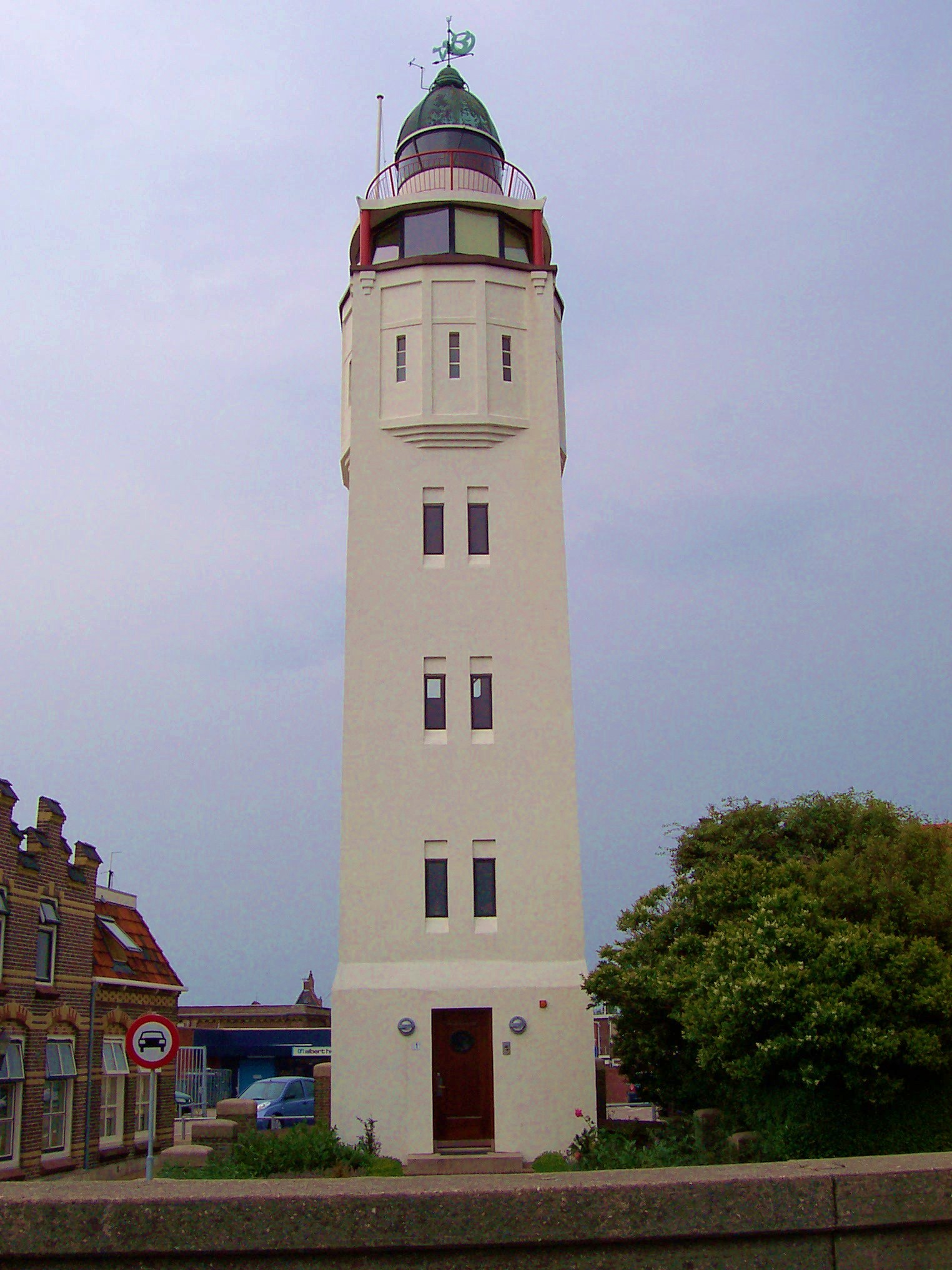
Vuurtoren van Harlingen (1922) C. Jelsma
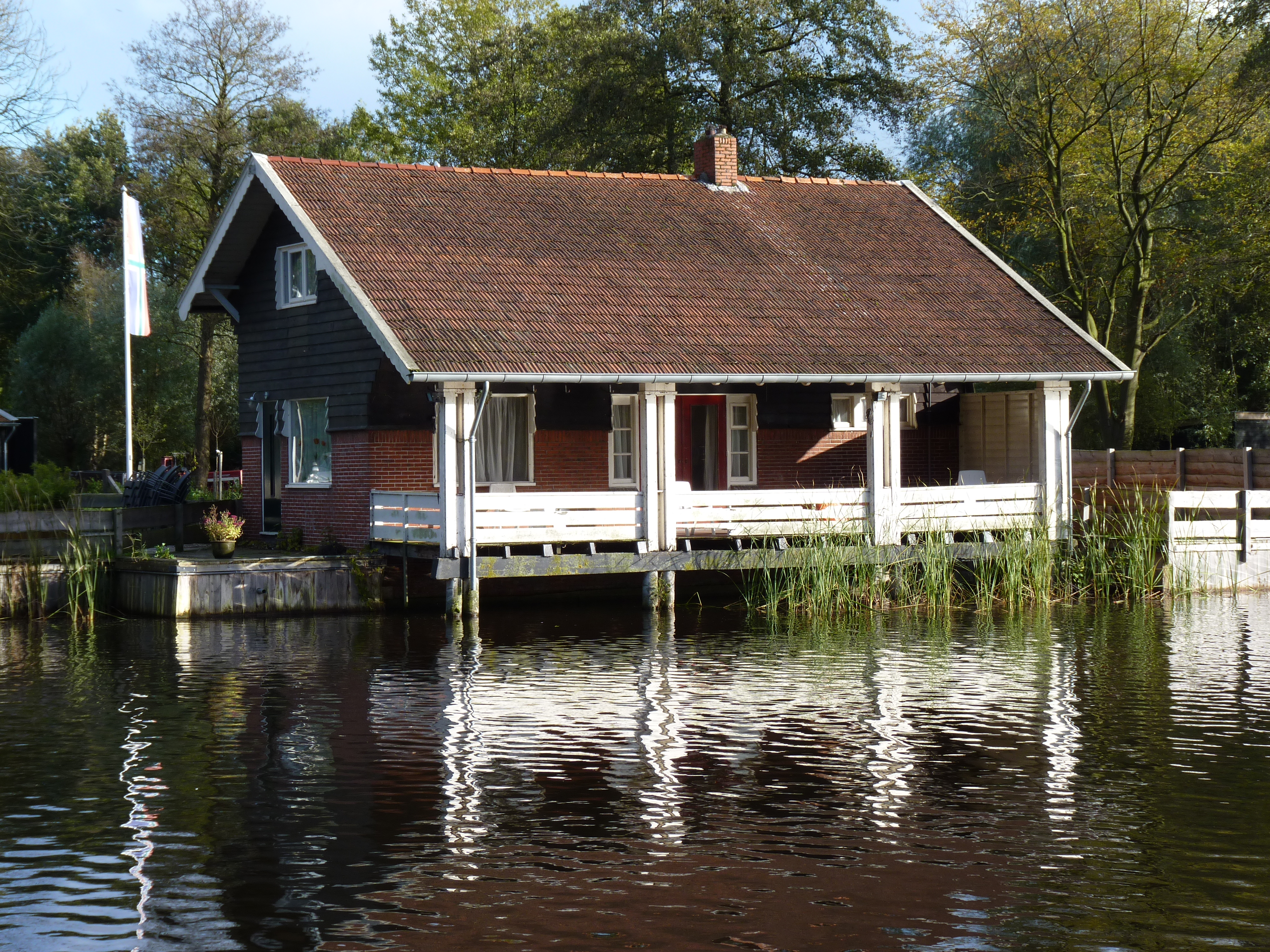
Sassenhein, Haren (1922) M.G. Eelkema

## Video's
- Bioscoopjournaal uit 1922. Folkloristisch evenement op Fries water: twee mannen op langwerpige vlotten houden een wedstrijd in het zich voortbewegen door middel van "punterbewegingen" met een lange stok in de bodem: het zogenaamde "bomen".
- Bioscoopjournaal uit 1922. Wandeltocht van 60 kilometer van Amsterdam naar Den Haag in tien uur, georganiseerd door de Haagsche Atletiek Vereniging.
- Bioscoopjournaal uit 1922. Voetbalwedstrijd tussen RCH en HFC Haarlem. De eindstand werd 3-2 voor Haarlem.
- Bioscoopjournaal uit december 1922. Voetbalwedstrijd tussen HVV en Sparta.
- Bioscoopjournaal uit april 1922. Voetbalwedstrijd tussen Nederland en Denemarken.
- Bioscoopjournaal uit mei 1922. Voetbalwedstrijd tussen Nederland en België.
- Bioscoopjournaal uit februari 1922. Veldloop door besneeuwd park.

## Geboren

### januari

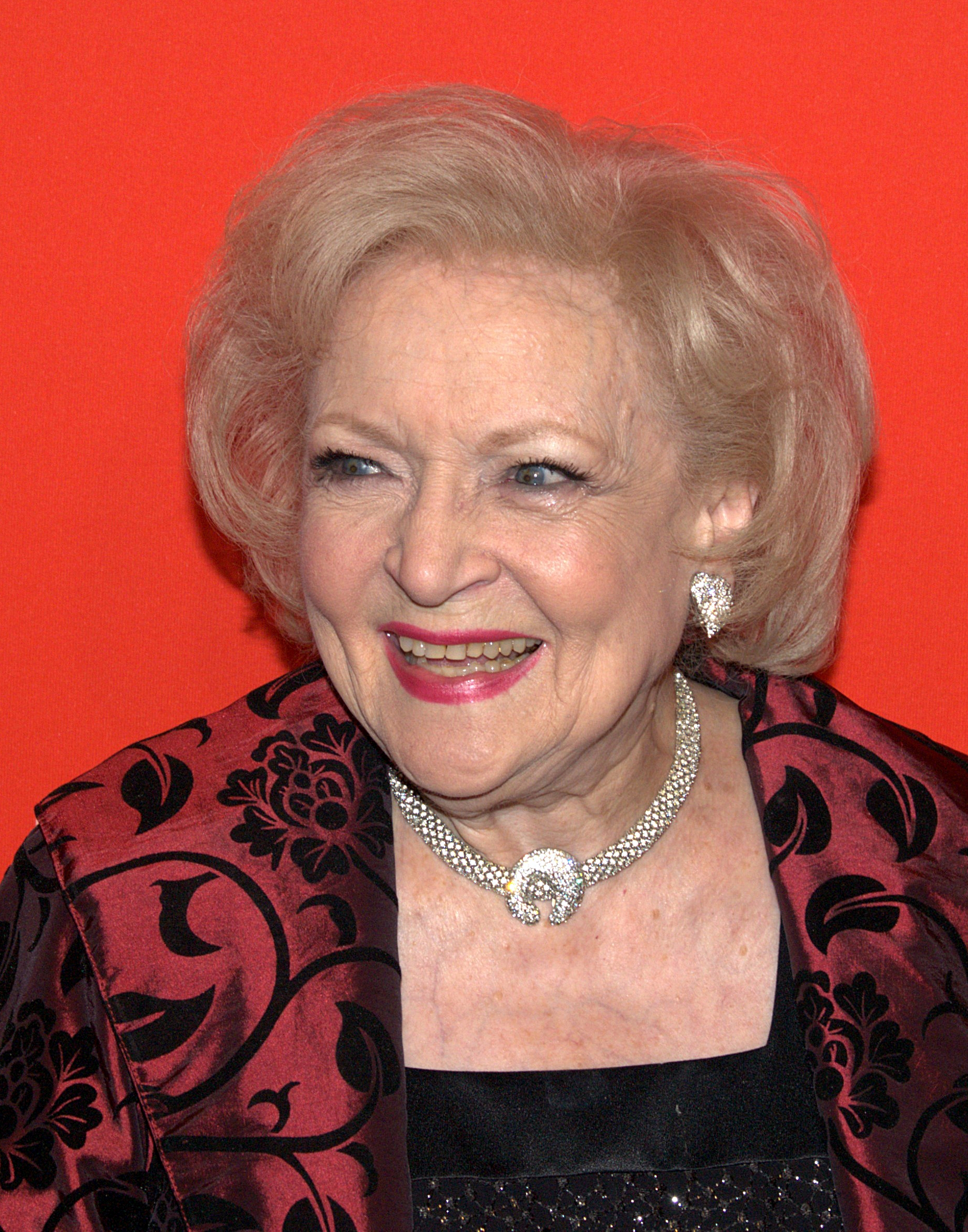
Betty White
17 januari

- 1 - Oege Gerhardus de Boer, Nederlands burgemeester (overleden 2021)
- 2 - Nico Schuyt, Nederlands componist (overleden 1992)
- 2 - Cor de Wit, Nederlands architect, publicist en glasverzamelaar (overleden 2018)
- 3 - Henk Slijper, Nederlands schilder, (vogel)tekenaar en valkenier (overleden 2007)
- 3 - Reintje Venema, Nederlands tekenares en illustratrice (overleden 2014)
- 4 - Luigi de Filippis, Italiaans autocoureur
- 4 - Mart Port, Estisch architect (overleden 2012)
- 4 - Doreen Valiente, Engels wicca (natuurheks) (overleden 1999)
- 4 - Frank Wess, Amerikaans jazz-saxofonist en -fluitist (overleden 2013)
- 5 - Henk Misset, Nederlands econoom (overleden 2015)
- 7 - Francisco Aramburu, Braziliaans voetballer bekend als Chico (overleden 1997)
- 7 - Vincent Gardenia, Amerikaans acteur (overleden 1992)
- 8 - Harm Buiter, Nederlands bestuurder (overleden 2011)
- 8 - Jan Nieuwenhuijs, Nederlands kunstschilder (overleden 1986)
- 9 - Har Gobind Khorana, Indisch-Amerikaans moleculair bioloog en Nobelprijswinnaar (overleden 2011)
- 10 - Ester Mägi, Estisch componiste (overleden 2021)
- 11 - Joop Beljon, Nederlands beeldhouwer (overleden 2002)
- 11 - William Turnbull, Schots beeldhouwer en kunstschilder (overleden 2012)
- 12 - Ben Guntenaar, Nederlands beeldhouwer (overleden 2009)
- 13 - Albert Lamorisse, Frans scenarist, filmmaker, filmproducent en bedenker van bordspellen (overleden 1970)
- 15 - Paul Marcinkus, Amerikaans aartsbisschop en bankier (overleden 2006)
- 17 - Luis Echeverría, president van Mexico 1970-1976 (overleden 2022)
- 17 - Betty White, Amerikaans actrice (overleden 2021)
- 18 - Charley van de Weerd, Nederlands voetballer (overleden 2008)
- 20 - Ray Anthony, Amerikaans jazztrompettist, bigbandleider, componist, arrangeur en acteur
- 20 - Klaas Carel Faber, Nederlands oorlogsmisdadiger (overleden 2012)
- 21 - Telly Savalas, Amerikaans zanger en acteur (overleden 1994)
- 21 - Paul Scofield, Brits acteur (overleden 2008)
- 22 - Artemio Franchi, Italiaans voetbalbestuurder (overleden 1983)
- 22 - Rebel Randall, Amerikaans model en actrice (overleden 2010)
- 23 - Johan Wolder, Nederlands hoorspelacteur (overleden 2016)
- 24 - Daniel Boulanger, Frans schrijver, dichter en acteur (overleden 2014)
- 26 - Page Cavanaugh, Amerikaans jazzpianist en -zanger (overleden 2008)
- 26 - Gil Merrik, Engels voetballer (overleden 2010)
- 26 - Martin Visser, Nederlands meubelontwerper en kunstverzamelaar (overleden 2009)
- 26 - Ellen Vogel, Nederlands actrice (overleden 2015)
- 28 - Robert W. Holley, Amerikaans biochemicus en Nobelprijswinnaar (overleden 1993)
- 29 - Gerda Steinhoff, Duits concentratiekampbewaakster (overleden 1946)
- 30 - Jacqueline François, Frans zangeres (overleden 2009)
- 30 - David Stone, Brits componist, muziekpedagoog en dirigent (overleden 2016)
- 31 - Alfred Kossmann, Nederlands schrijver (overleden 1998)
- 31 - Ernst Heinrich Kossmann, Nederlands historicus (overleden 2003)

### februari
- 1 - F.B. Hotz, Nederlands schrijver (overleden 2000)
- 3 - Steef van Eijkelenburg, Nederlands ondernemer en werkgeversbestuurder (overleden 2009)
- 3 - Johnny Moorhouse, Amerikaans autocoureur (overleden 1999)
- 6 - Patrick Macnee, Brits-Amerikaans acteur (overleden 2015)
- 8 - Joeri Averbach, Russisch schaker (overleden 2022)
- 9 - Kathryn Grayson, Amerikaans actrice en zangeres (overleden 2010)
- 9 - H.J.M. Jeukens, Nederlands hoogleraar, raadsheer (overleden 1992)
- 10 - Árpád Göncz, Hongaars politicus/ex-premier en ex-president (overleden 2015)
- 10 - Gerard de Groot, Nederlands jurist (overleden 2011)
- 11 - Pablo González Casanova, Mexicaans socioloog (overleden 2023)
- 16 - Jef Mermans, Belgisch voetballer (overleden 1996)
- 18 - Allan Melvin, Amerikaans acteur (overleden 2008)
- 18 - Hazy Osterwald, Zwitsers schlagerzanger en orkestleider (overleden 2012)
- 22 - Rinus Schaap, Nederlands voetballer (overleden 2006)
- 22 - Marshall Teague, Amerikaans autocoureur (overleden 1959)
- 24 - Steven Hill, Amerikaans acteur (overleden 2016)
- 26 - Carl Aage Præst, Deens voetballer (overleden 2011)
- 26 - Jose W. Diokno, Filipijns senator en mensenrechtenadvocaat (overleden 1987)
- 26 - Paatje Phefferkorn, Indonesisch-Nederlands vechtkunstenaar (overleden 2021)

### maart
- 1 - Yitzhak Rabin, Israëlisch generaal, diplomaat, politicus, premier en Nobelprijswinnaar (overleden 1995)
- 3 - René Mertens, Belgisch wielrenner (overleden 2014)
- 3 - Rudi Strittich, Oostenrijks voetballer en voetbaltrainer (overleden 2010)
- 4 - Xenia Stad-de Jong, Nederlands atlete (overleden 2012)
- 4 - Teixeirinha, Braziliaans voetballer (overleden 1999)
- 5 - James Noble, Amerikaans acteur en filmproducent (overleden 2016)
- 5 - Pier Paolo Pasolini, Italiaans dichter, schrijver en filmregisseur (overleden 1975)
- 6 - Jean Martin, Frans acteur (overleden 2009)
- 7 - Umberto Betti, Italiaans kardinaal (overleden 2009)
- 7 - Olga Ladyzjenskaja, Russisch wiskundige (overleden 2004)
- 8 - Ralph Baer, computerspelpionier, uitvinder en ingenieur (overleden 2014)
- 8 - Cyd Charisse, Amerikaans danseres en actrice (overleden 2008)
- 9 - Robert Delannoit, Belgisch atleet (overleden 2010)
- 9 - Felice Schragenheim, Duits-Joodse verzetsstrijdster (overleden 1945)
- 10 - Pol Appeltants, Belgisch voetballer (overleden 2001)
- 10 - Mary Dean, Amerikaans actrice, zangeres en songwriter (overleden in 1995)
- 12 - Jack Kerouac, Amerikaans schrijver (overleden 1969)
- 12 - Lane Kirkland, Amerikaans vakbondsleider (overleden 1999)
- 13 - Richard Brancart, Belgisch atleet (overleden 1990)
- 15 - Jan Barkman, Nederlands botanicus en hoogleraar (overleden 1990)
- 18 - Egon Bahr, Duits politicus (overleden 2015)
- 19 - Hiroo Onoda, Japans militair (overleden 2014)
- 20 - Carl Reiner, Amerikaans acteur, regisseur en komiek (overleden 2020)
- 21 - Curtis W. Casewit, Duits-Amerikaans schrijver (overleden 2002)
- 22 - Marià Gonzalvo, Spaans voetballer (overleden 2007)
- 22 - Karl Kordesch, Oostenrijks scheikundige en uitvinder (overleden 2011)
- 23 - Werner Lang, Duits automobiel-ingenieur (overleden 2013)
- 23 - Cri Stellweg (Saartje Burgerhart), Nederlands columniste en publiciste (overleden 2006)
- 23 - Ugo Tognazzi, Italiaans filmacteur, regisseur en scenarioschrijver (overleden 1990)
- 25 - Carlo Dusio, Italiaans autocoureur (overleden 2006)
- 25 - Jaap ter Haar, Nederlands historicus en (kinderboeken)schrijver (overleden 1998)
- 28 - Theo Albrecht, Duits zakenman, medeoprichter van de supermarktketen Aldi (overleden 2010)
- 28 - Marius Soetendal, Nederlands burgemeester (overleden 2010)
- 30 - Johnny Baldwin, Amerikaans autocoureur (overleden 2000)

### april

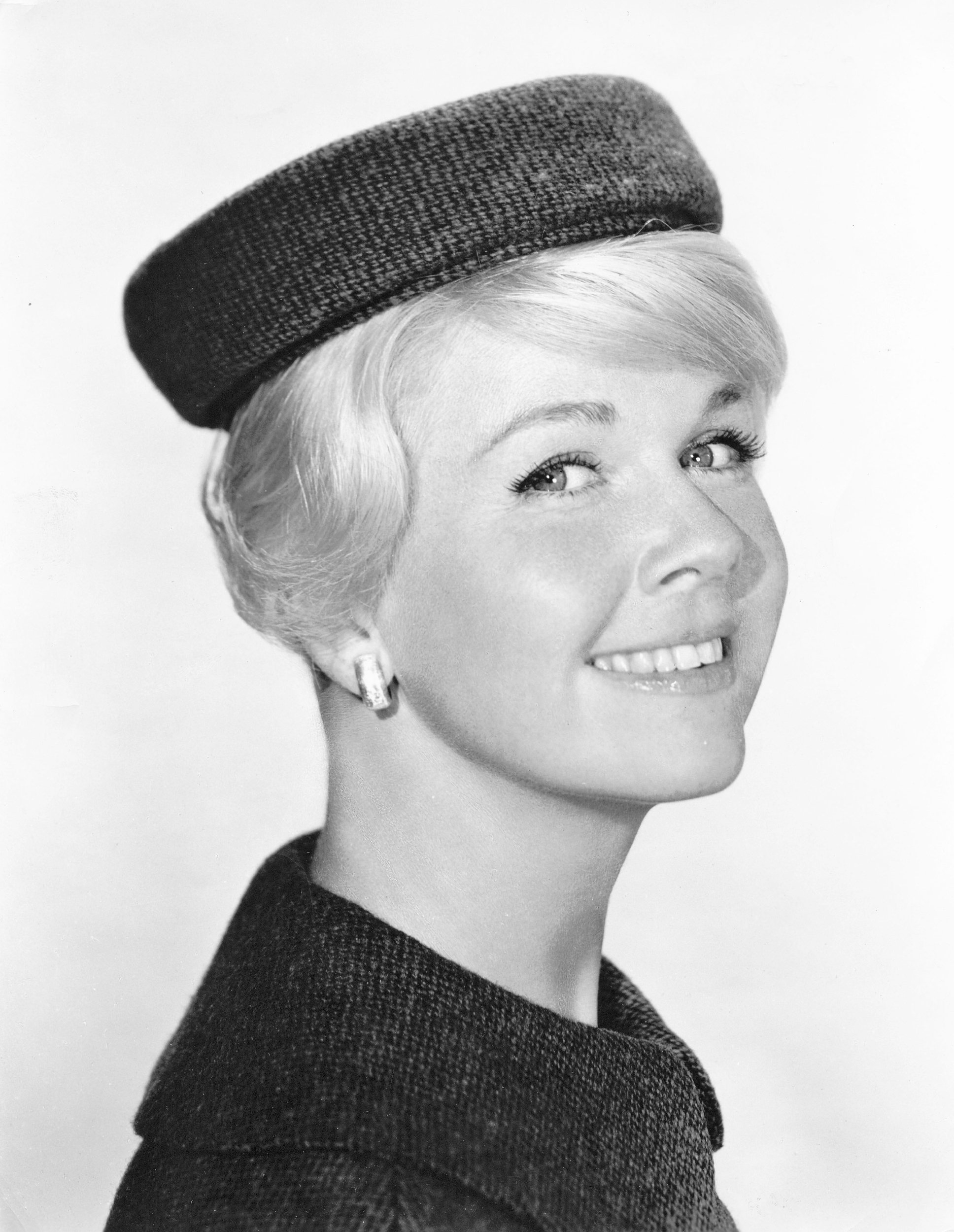
Doris Day
3 april

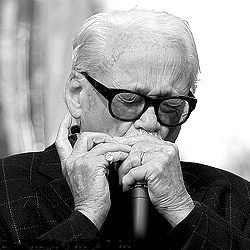
Toots Thielemans
29 april

- 2 - Rui, Braziliaans voetballer (overleden 2002)
- 2 - Dino Monduzzi, Italiaans bisschop en kardinaal (overleden 2006)
- 3 - Doris Day, Amerikaans actrice en zangeres (overleden 2019)
- 3 - Carlo Lizzani, Italiaans filmregisseur, scenarioschrijver en filmcriticus (overleden 2013)
- 4 - Robert Abplanalp, Amerikaans uitvinder (overleden 2003)
- 4 - João Ferreira, Braziliaans voetballer bekend als Bigode (overleden 2003)
- 5 - Tom Finney, Engels voetballer (overleden 2014)
- 5 - René Libert, Belgisch atleet (overleden 2007)
- 5 - Alfonso Thiele, Amerikaans autocoureur (overleden 1986)
- 7 - Klaus Havenstein, Duits acteur en cabaretier (overleden 1998)
- 7 - Hugo Strasser, Duits klarinettist en orkestleider (overleden 2016)
- 9 - Johnny Thomson, Amerikaans autocoureur (overleden 1960)
- 13 - John Braine, Engels schrijver (overleden 1986)
- 13 - Julius Nyerere, Tanzaniaans president (overleden 1999)
- 15 - Graham Whitehead, Brits autocoureur (overleden 1981)
- 16 - Kingsley Amis, Brits schrijver (overleden 1995)
- 16 - Leo Tindemans, Belgisch premier (overleden 2014)
- 16 - Samuel Youd, Brits sciencefictionschrijver (overleden 2012)
- 18 - Barbara Hale, Amerikaans actrice (overleden 2017)
- 20 - Hendrik de Waard, Nederlands natuurkundige (overleden 2008)
- 21 - Meira Delmar, Colombiaans dichteres (overleden 2009)
- 21 - Iser Koeperman, Oekraïens wereldkampioen dammen (overleden 2006)
- 21 - Buddy Pepper, Amerikaans acteur en songwriter (overleden 1993)
- 21 - Rigardus Rijnhout, de langste Nederlander tot nu toe (de Reus van Rotterdam) (overleden 1959)
- 22 - Charles Mingus, Amerikaans jazzmusicus (overleden 1979)
- 22 - Danutė Stanelienė, Litouws militair (overleden 1994)
- 23 - Fadil Hadžić, Kroatisch regisseur en toneelschrijver (overleden 2011)
- 24 - Aaldert Wapstra, Nederlandse natuurkundige en kernfysicus (overleden 2006)
- 25 - Cobi Schreijer, Nederlands zangeres (overleden 2005)
- 25 - Johannis Evert van der Slikke, Nederlands Engelandvaarder (overleden 1999)
- 26 - Pol Bury, Belgisch schilder en beeldhouwer (overleden 2005)
- 27 - Jack Klugman, Amerikaans acteur (overleden 2012)
- 28 - Alistair MacLean, Schots schrijver (overleden 1987)
- 29 - Jean 'Toots' Thielemans, Belgisch muzikant (overleden 2016)

### mei

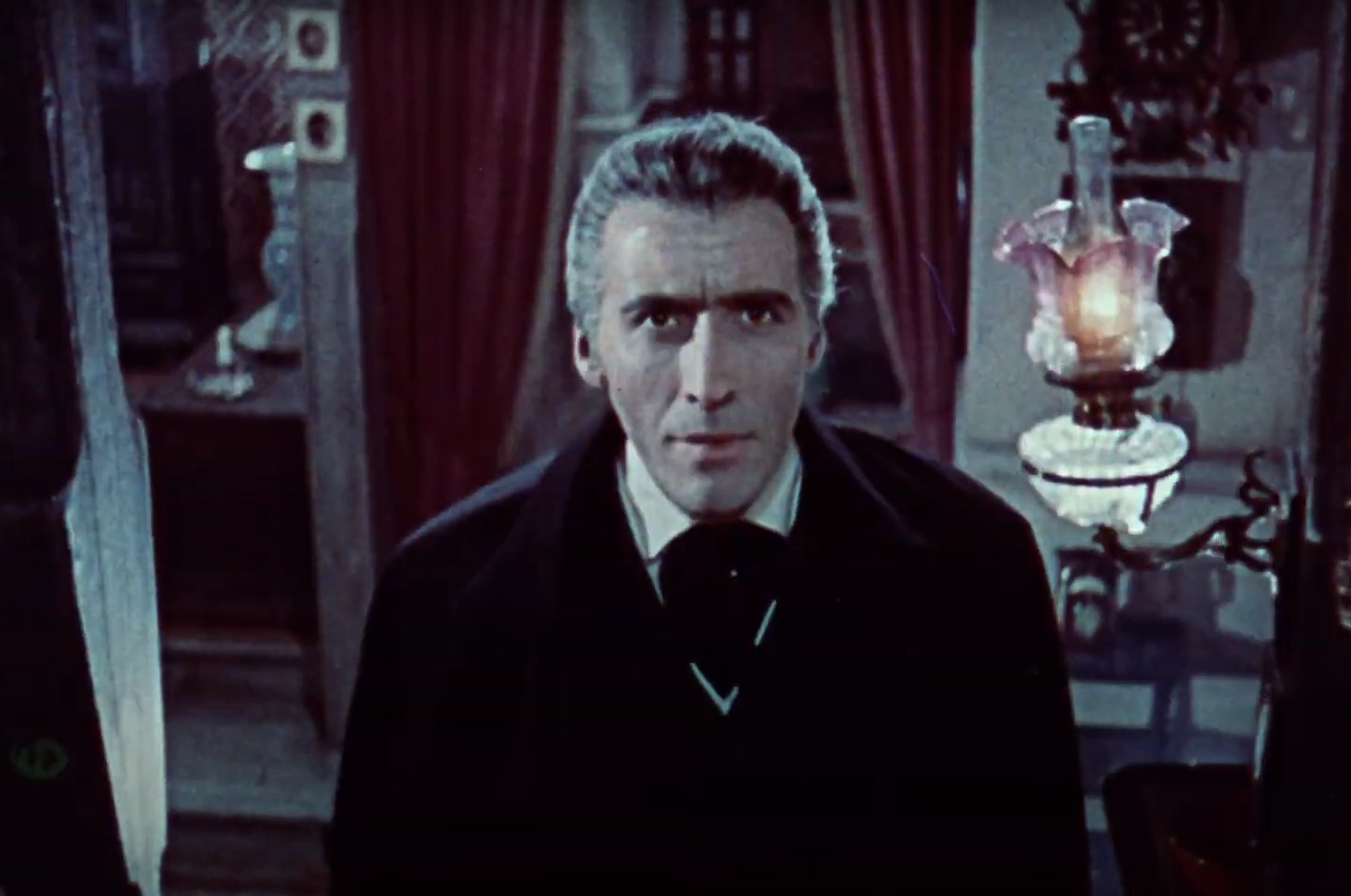
Christopher Lee
27 mei

- 2 - Abe Rosenthal, Amerikaans columnist, journalist en redacteur (overleden 2006)
- 3 - Frans van Gool, Nederlands architect (overleden 2015)
- 4 - Eugenie Clark, Amerikaans ichtyoloog (overleden 2015)
- 7 - Darren McGavin, Amerikaans acteur (overleden 2006)
- 7 - Wu Liangyong, Chinees stedenbouwkundige
- 8 - Stephen Kim Sou-hwan, Koreaans kardinaal-aartsbisschop van Seoel (overleden 2009)
- 12 - Roy Salvadori, Brits autocoureur (overleden 2012)
- 13 - Otl Aicher, Duits grafisch vormgever (overleden 1991)
- 13 - Beatrice Arthur, Amerikaans actrice (overleden 2009)
- 13 - Truus Dekker, Nederlands actrice (overleden 2022)
- 13 - Rudolf Sitte, Duits beeldhouwer (overleden 2009)
- 14 - Franjo Tuđman, Kroatisch president (overleden 1999)
- 15 - Ger Harmsen, Nederlands historicus (overleden 2005)
- 15 - Selma Wijnberg, Nederlands holocaustoverlevende (overleden 2018)
- 17 - Arie Kater, Nederlands kunstschilder (overleden 1977)
- 18 - Bill Macy, Amerikaans acteur (overleden 2019)
- 18 - Jan de Vaal, verzetsstrijder (overleden 2020)
- 19 - Herbert Burdenski, Duits voetballer en trainer (overleden 2001)
- 19 - Annie van Harten, Nederlandse verzetsstrijdster (overleden 2024)
- 19 - Francien de Zeeuw, Nederlands verzetsstrijdster (overleden 2015)
- 20 - Ivo Schöffer, Nederlands historicus (overleden 2012)
- 21 - Pío Laghi, Italiaans curiekardinaal (overleden 2009)
- 21 - Bill Minco, Nederlands verzetsstrijder, zakenman en politicus (overleden 2006)
- 22 - Louis van Son, Nederlands politicus (overleden 1986)
- 23 - Joop Alberts, Nederlands verzetsstrijder (overleden 2024)
- 23 - Erik Holmberg, Noors voetballer (overleden 1998)
- 25 - Enrico Berlinguer, Italiaans communistisch politicus (overleden 1984)
- 27 - Otto Carius, Duits tankcommandant (overleden 2015)
- 27 - Christopher Lee, Brits acteur (overleden 2015)
- 30 - Roy Newman, Amerikaans autocoureur (overleden 1970)

### juni
- 1 - Joan Copeland, Amerikaans actrice (overleden 2022)
- 2 - Carmen Silvera, Engels actrice (overleden 2002)
- 2 - David Webster, Amerikaans militair, schrijver en journalist (overleden 1961)
- 3 - Jos Gemmeke, Nederlands verzetsstrijdster (overleden 2010)
- 3 - Alain Resnais, Frans filmregisseur (overleden 2014)
- 7 - Selma van de Perre, Nederlands-Brits verzetsstrijder
- 7 - Henk Zeevalking, Nederlands politicus (overleden 2005)
- 8 - Wim Meuldijk, Nederlands scenarioschrijver en stripauteur (geestelijk vader van Pipo de Clown) (overleden 2007)
- 9 - Hein Eersel, Surinaams taalkundige en politicus (overleden 2022)
- 10 - Judy Garland, Amerikaans actrice en zangeres (overleden 1969)
- 10 - Ann-Britt Leyman, Zweeds atlete (overleden 2013)
- 11 - Alberto Bovone, Italiaans geestelijke en kardinaal (overleden 1998)
- 13 - Willem Brakman, Nederlands schrijver (overleden 2008)
- 13 - Vittorio Marzotto, Italiaans autocoureur (overleden 1999)
- 13 - Arsène Vaillant, Waals voetballer en sportjournalist (overleden 2007)
- 14 - Franjo Tuđman, Kroatisch president (overleden 1999)
- 16 - Eric Boot, Nederlands kunstenaar (overleden 2014)
- 16 - Rinus Terlouw, Nederlands voetballer (overleden 1992)
- 19 - Aage Bohr, Deens kernfysicus en Nobelprijswinnaar (overleden 2009)
- 20 - Guillaume Marquet, Belgisch atleet (overleden 2010)
- 21 - Jan ter Schure, Nederlands geestelijke (bisschop van Den Bosch in 1985-1998) (overleden 2003)
- 22 - Mona Lisa, Filipijns actrice (overleden 2019)
- 23 - Wil Huygen, Nederlands arts en schrijver (overleden 2009)
- 26 - Eleanor Parker, Amerikaans actrice (overleden 2013)
- 29 - Vasko Popa, Servisch dichter (overleden 1991)

### juli

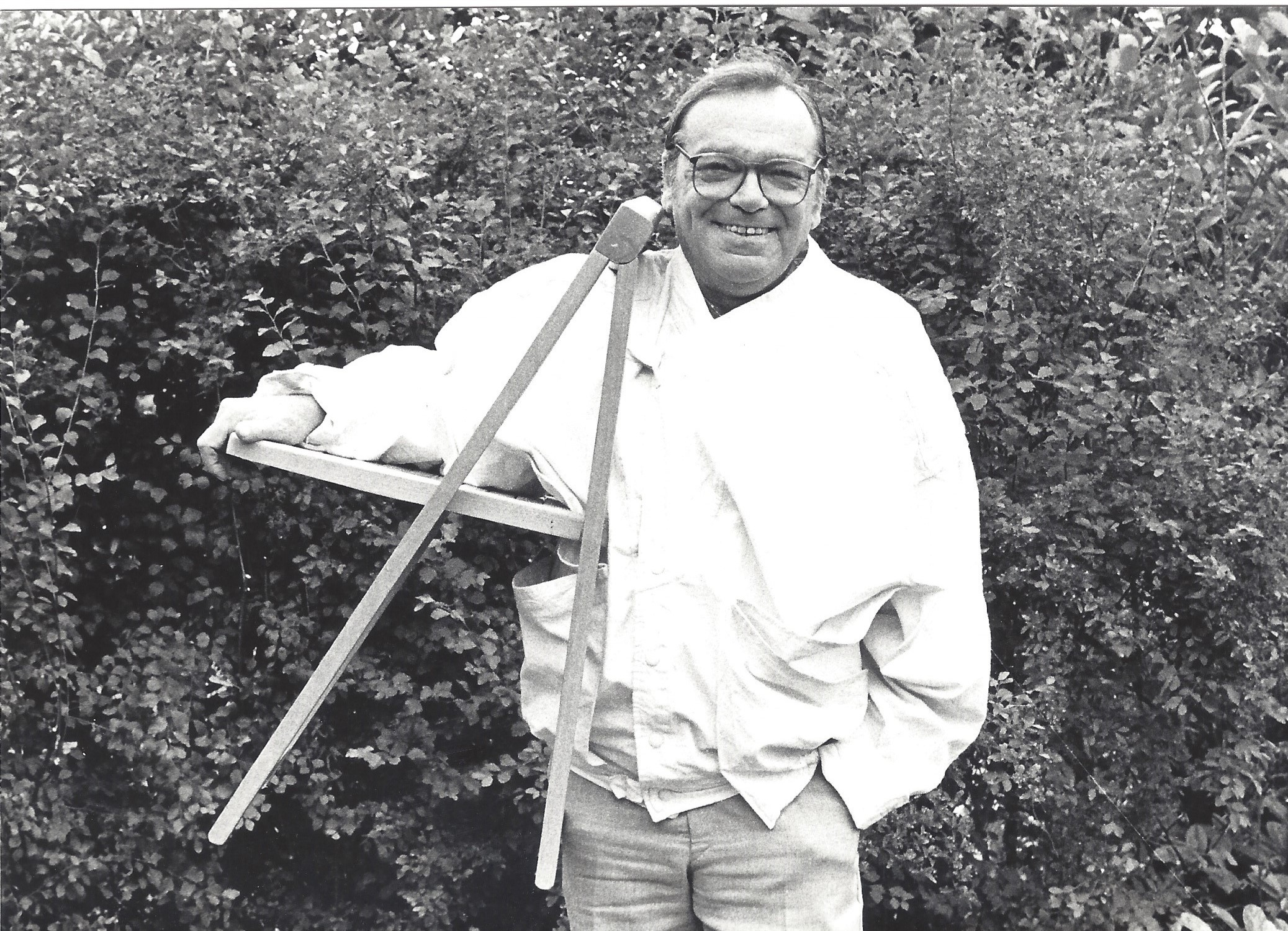
Jan Blaaser
17 juli

- 1 - Phil Bosmans, Belgisch R.K. geestelijke en schrijver (overleden 2012)
- 2 - Pierre Cardin, Frans modeontwerper (overleden 2020)
- 2 - Jacques Pollet, Frans autocoureur (overleden 1997)
- 3 - Corneille (Guillaume Cornelis Beverloo), Nederlands kunstschilder en beeldhouwer (overleden 2010)
- 6 - Thorolf Rafto, Noors mensenrechtenactivist en lector economische geschiedenis (overleden 1986)
- 6 - Paul Spang, Luxemburgs historicus (overleden 2009)
- 9 - Kathleen Booth, Brits informatica (overleden 2022)
- 9 - Tonny Huurdeman, Nederlands (stem)actrice (overleden 1991)
- 10 - Pim de Bruyn Kops, Nederlands oorlogsheld en Engelandvaarder (overleden 2008)
- 10 - Jake LaMotta, Amerikaans bokser (overleden 2017)
- 11 - Fritz Riess, Duits autocoureur (overleden 1991)
- 12 - Mark Hatfield, Amerikaans politicus (overleden 2011)
- 12 - Hendrik Sarink, Nederlands  (correspondentie) schaker
- 12 - Christa von Schnitzler, Duits beeldhouwster (overleden 2003)
- 13 - Rosalina Abejo, Filipijns componist en musicus (overleden 1991)
- 13 - Anker Jørgensen, Deens politicus (overleden 2016)
- 14 - Herman Broekhuizen, Nederlands kinderkoordirigent, radioprogrammamaker, tekstschrijver en componist (overleden 2012)
- 14 - Gérson dos Santos, Braziliaans voetballer (overleden 2002)
- 15 - Leon Lederman, Amerikaans natuurkundige en Nobelprijswinnaar (overleden 2018)
- 17 - Jan Blaaser, Nederlands cabaretier, acteur, liedjesschrijver (overleden 1988)
- 18 - Cláudio, Braziliaans voetballer (overleden 2000)
- 19 - Arcangelo Ianelli, Braziliaans schilder, beeldhouwer, illustrator en tekenaar (overleden 2009)
- 19 - Tuanku Ja'afar, Maleisisch koning (overleden 2008)
- 19 - George McGovern, Amerikaans politicus (overleden 2012)
- 19 - Carmen Guerrero-Nakpil, Filipijns schrijfster en technocrate (overleden 2018)
- 20 - Maneco, Braziliaans voetballer (overleden 1956)
- 21 - Mollie Sugden, Brits actrice (overleden 2009)
- 25 - John B. Goodenough, Amerikaans schei- en materiaalkundige en Nobelprijswinnaar (overleden 2023)
- 26 - Gilberto Agustoni, Zwitsers kardinaal (overleden 2017)
- 26 - Blake Edwards, Amerikaans regisseur (overleden 2010)
- 27 - Adolfo Celi, Italiaans acteur (overleden 1986)
- 27 - Jef Lataster, Nederlands atleet (overleden 2014)
- 28 - Theo Eerdmans, Nederlands quizmaster, journalist en auteur (overleden 1977)
- 28 - Jacques Piccard, Zwitsers oceanograaf (overleden 2008)
- 29 - Frank Marth, Amerikaans acteur (overleden 2014)
- 30 - Mario Boyé, Argentijns voetballer (overleden 1992)
- 30 - Sabino Augusto Montanaro, Paraguayaans politicus (overleden 2011)
- 31 - Marcus Willem Heslinga, Nederlands sociaal- en historisch geograaf (overleden 2009)
- 31 - Frans Vorstman, Nederlands acteur (overleden 2011)

### augustus
- 2 - Paul Laxalt, Amerikaans Republikeins politicus (overleden 2018)
- 3 - John Eisenhower, Amerikaans diplomaat, historicus en generaal (overleden 2013)
- 3 - Robert Prévot, Belgisch atleet
- 4 - Pieter Jacob Kwint,  Nederlands student, Engelandvaarder, verzetsman en geheim agent (overleden 1944)
- 5 - Edgar Kesteloot, Belgisch wetenschapper, natuurbeschermer en televisiepersoonlijkheid (overleden 2023)
- 6 - Freddie Laker, Brits luchtvaartpionier en -ondernemer (overleden 2006)
- 7 - Jan van Hoof, Nederlands student en verzetsstrijder (overleden 1944)
- 8 - Kenneth Carroll Parkes, Amerikaans ornitholoog (overleden 2007)
- 9 - Conchita Cintrón, Peruaans stierenvechtster (overleden 2009)
- 9 - Philip Larkin, Engels schrijver, dichter en jazz-criticus (overleden 1985)
- 11 - Sjuwke Kunst, Nederlands beeldend kunstenares (overleden 2021)
- 12 - Miloš Jakeš, Tsjecho-Slowaaks politicus (overleden 2020)
- 12 - Fé Sciarone, Nederlands (hoorspel)actrice (overleden 2014)
- 12 - André Kloos, Nederlands politicus, vakbondsbestuurder en omroepvoorzitter (overleden 1989)
- 13 - Friso Kramer, Nederlands industrieel vormgever (overleden 2019)
- 14 - Leslie Marr, Brits landschapsschilder (overleden 2021)
- 15 - Lukas Foss, Amerikaans componist (overleden 2009)
- 16 - Janny Adema, Nederlands atlete (overleden 1981)
- 16 - Martha Adema, Nederlands atlete (overleden 2007)
- 18 - Nol Maassen, Nederlands ambtenaar en politicus (overleden 2009)
- 19 - Hanny Bouman, Nederlands balletdanseres (overleden 2024)
- 20 - Frans de Munck, Nederlands voetbaldoelman en -trainer (overleden 2010)
- 22 - Edgar Kesteloot, wetenschapper, natuurbeschermer en televisiepersoonlijkheid (overleden 2023)
- 22 - Micheline Presle, Frans actrice (overleden 2024)
- 23 - Jean Darling, Amerikaans kindactrice (overleden 2015)
- 24 - Lennart Nilsson, Zweeds fotograaf (overleden 2017)
- 25 - Ivry Gitlis, Israëlisch violist (overleden 2020)
- 28 - Bob Haye, Nederlands Engelandvaarder
- 29 - Henk Faanhof, Nederlands wielrenner (overleden 2015)
- 30 - Laurens ten Cate, Nederlands journalist en publicist (overleden 1984)

### september
- 1 - Yvonne De Carlo, Amerikaans film- en televisieactrice (overleden 2007)
- 1 - Vittorio Gassman, Italiaans acteur (overleden 2000)
- 1 - Melvin Laird, Amerikaans minister van Defensie (overleden 2016)
- 2 - Arthur Ashkin, Amerikaans natuurkundige en Nobelprijswinnaar (overleden 2020)
- 3 - Coen Bekink, Nederlands architect en stedenbouwkundige (overleden 1996)
- 4 - Ramón Malla Call, Spaans bisschop (overleden 2014)
- 5 - Andrée Dumon,  Belgisch verzetsstrijdster in de Tweede Wereldoorlog (overleden 2025)
- 9 - Hans Dehmelt, Amerikaans natuurkundige en Nobelprijswinnaar (overleden 2017)
- 10 - Yma Súmac, Peruaans zangeres (overleden 2008)
- 12 - Fons van Bastelaar, Nederlands burgemeester (overleden 2022)
- 12 - Santo Cristo, Braziliaans voetballer
- 13 - Sefafín Vásquez Elizalde, Mexicaans bisschop (overleden 2009)
- 14 - Joop Haffmans, Nederlands beeldhouwer en grafisch ontwerper (overleden 2014)
- 14 - Zizinho, Braziliaans voetballer (overleden 2002)
- 15 - Jackie Cooper, Amerikaans acteur, filmregisseur en producent (overleden 2011)
- 16 - Guy Hamilton, Brits filmregisseur (overleden 2016)
- 16 - Janis Paige, Amerikaans actrice (overleden 2024)
- 17 - Agostinho Neto, Angolees dichter en politicus (overleden 1979)
- 18 - Jan van den Ende, Nederlands cineast (overleden 2008)
- 18 - Lau van Ravens, Nederlands voetbalscheidsrechter (overleden 2018)
- 19 - Emil Zátopek, Tsjecho-Slowaaks atleet (overleden 2000)
- 19 - Dana Zátopková, Tsjecho-Slowaaks atlete (overleden 2020)
- 25 - Roger Etchegaray, Frans kardinaal (overleden 2019)
- 28 - Jules Sedney, Surinaams politicus (overleden 2020)
- 29 - Esther Brand, Zuid-Afrikaans atlete (overleden 2015)
- 29 - Lizabeth Scott, Amerikaans actrice (overleden 2015)

### oktober
- 1 - Chen Ning Yang, Chinees-Amerikaans natuurkundige en Nobelprijswinnaar
- 1 - Hans Stern, Braziliaans edelsteenondernemer (overleden 2007)
- 4 - Gianna Beretta Molla, Italiaans pediater en heilige (overleden 1962)
- 5 - José Froilán González, Argentijns autocoureur (overleden 2013)
- 6 - Teala Loring, Amerikaans actrice (overleden 2007)
- 7 - Reina Prinsen Geerligs, Nederlands schrijver en verzetsstrijder (overleden 1943)
- 7 - Martha Stewart, Amerikaans actrice en zangeres (overleden 2021)
- 8 - Nils Liedholm, Zweeds voetballer (overleden 2007)
- 9 - Olga Guillot, Cubaans zangeres (overleden 2010)
- 10 - Boeli van Leeuwen, Antilliaans schrijver (overleden 2007)
- 11 - André Batenburg, Nederlands bankier (overleden 2002)
- 12 - Waldemar Fiúme, Braziliaans voetballer (overleden 1996)
- 14 - Walter Roland, Belgisch schrijver (overleden 2024)
- 16 - Max Bygraves, Brits komiek, acteur en zanger (overleden 2012)
- 16 - Bram Huijser, Nederlands publicist (overleden 2016)
- 16 - Leon Sullivan, Amerikaans geestelijke en mensenrechtenactivist (overleden 2001)
- 17 - Luiz Bonfá, Braziliaans gitarist en componist (overleden 2001)
- 17 - Angel Wagenstein, Bulgaars (scenario)schrijver (overleden 2023)
- 18 - Jopie Huisman, Nederlands kunstschilder en tekenaar (overleden 2000)
- 19 - Elsa Joubert, Zuid-Afrikaans schrijfster (overleden 2020)
- 21 - Liliane Bettencourt, eigenaresse van L'Oreal; rijkste vrouw van Frankrijk en Europa (overleden 2017)
- 22 - Ton Lensink, Nederlands acteur en tv-regisseur (overleden 1997)
- 22 - Juan Carlos Lorenzo, Argentijns voetballer (overleden 2001)
- 23 - Coleen Gray, Amerikaans actrice (overleden 2015)
- 27 - Michel Galabru, Frans acteur (overleden 2016)
- 29 - Frans Henrichs, Nederlands sportverslaggever (overleden 1999)
- 23 - Gerhard Bronner, Oostenrijks componist (overleden 2007)
- 27 - Michel Galabru, Frans acteur (overleden 2016)
- 27 - Carlos Andrés Pérez, Venezolaans politicus (overleden 2010)
- 31 - Barbara Bel Geddes, Amerikaans actrice (overleden 2005)
- 31 - Illinois Jacquet, Amerikaans jazzmuzikant en big-bandleider (overleden 2004)
- 31 - Norodom Sihanouk, koning van Cambodja (overleden 2012)

### november
- 8 - Christiaan Barnard, Zuid-Afrikaans hartchirurg (overleden 2001)
- 8 - André Devreker - Belgisch hoogleraar (overleden 2012)
- 9 - Raymond Devos, Belgisch cabaretier, komiek en schrijver (overleden 2006)
- 9 - Imre Lakatos, Hongaars wis- en natuurkundige (overleden 1974)
- 11 - George Blake, Nederlands-Brits spion (overleden 2020)
- 11 - Kurt Vonnegut, Amerikaans schrijver (overleden 2007)
- 11 - Jo Zwaan, Nederlands atleet (overleden 2012)
- 12 - Ichiro Abe, Japans judoka (overleden 2022)
- 12 - Jan de Vaal, directeur Nederlands Filmmuseum (overleden 2001)
- 14 - Doeke Bekius, Nederlands politicus (overleden 2013)
- 14 - Boutros Boutros-Ghali, Egyptisch secretaris-generaal van de Verenigde Naties (overleden 2016)
- 14 - Ado Broodboom, Nederlands jazztrompettist (overleden 2019)
- 15 - Francesco Rosi, Italiaans filmregisseur (overleden 2015)
- 16 - José Saramago, Portugees schrijver (overleden 2010)
- 17 - Stanley Cohen, Amerikaans biochemicus en Nobelprijswinnaar (overleden 2020)
- 17 - Émile Noël, Frans ambtenaar (overleden 1996)
- 17 - Mary Vaders - Nederlands verzetsstrijdster in de Tweede Wereldoorlog (overleden 1996)
- 20 - Louis van Gasteren, Nederlands filmregisseur en beeldend kunstenaar (overleden 2016)
- 21 - Henri Loos, Belgisch ondernemer, rallyrijder, journalist en avonturier (overleden 2003)
- 22 - Edmundo Bosio Dioco, politicus uit Equatoriaal-Guinea (overleden 1975)
- 23 - Manuel Fraga, Spaans politicus (overleden 2012)
- 23 - Võ Văn Kiệt, premier van Vietnam (overleden 2008)
- 24 - Stanford Ovshinsky, Amerikaans uitvinder en wetenschapper (overleden 2012)
- 26 - Etienne Gailly, Belgisch atleet (overleden 1971)
- 26 - Charles M. Schulz, Amerikaans striptekenaar (Peanuts) (overleden 2000)
- 26 - Michel Toussaint, Waals-Belgisch politicus en advocaat (overleden 2007)

### december
- 1 - Vsevolod Bobrov, Sovjet voetballer, bandy- en ijshockeyspeler (overleden 1979)
- 1 - Charles Gérard, Frans acteur (overleden 2019)
- 1 - Coen van Hoewijk, eerste Nederlandse nieuwslezer (overleden 2007)
- 1 - Ernest Sterckx, Belgisch wielrenner (overleden 1975)
- 3 - Linda Estrella, Filipijns actrice (overleden 2012)
- 3 - Sven Nykvist, Zweeds cameraman van filmregisseur Ingmar Bergman (overleden 2006)
- 5 - Benjamin Creme, Schots esotericus, kunstschilder en schrijver (overleden 2016)
- 6 - Guy Thys, Belgisch voetballer en voetbaltrainer (overleden 2003)
- 8 - Jean Ritchie, Amerikaans schrijfster, artieste, componiste en verzamelaarster van folkmuziek (overleden 2015)
- 9 - Redd Foxx, Amerikaans komiek en acteur (overleden 1991)
- 10 - George Knobel, Nederlands voetbaltrainer (overleden 2012)
- 12 - Christian Dotremont, Belgisch kunstschilder, schrijver en dichter (overleden 1979)
- 14 - Boutros Boutros-Ghali, secretaris-generaal van de Verenigde Naties (overleden 2016)
- 14 - Nikolaj Basov, Russisch natuurkundige en Nobelprijswinnaar (overleden 2001)
- 15 - Henryk Mandelbaum, Pools Holocaustoverlevende (Sonderkommando van het vernietigingskamp Auschwitz) (overleden 2008)
- 17 - Peter Stæchelin, Zwitsers autocoureur (overleden 1977)
- 18 - Esther Lederberg, Amerikaans microbioloog (overleden 2006)
- 28 - Willy Pot, Nederlands illustrator (overleden 1991)
- 19 - Hanny Michaelis, Nederlands dichteres (overleden 2007)
- 19 - Chris van Veen, Nederlands politicus en werkgeversvoorzitter (overleden 2009)
- 20 - Marianne van der Heijden, Nederlands glazenierster, grafica, mozaïekkunstenares, schilderes en textielkunstenares (overleden 1998)
- 20 - Beverly Pepper, Amerikaans schilderes en beeldhouwster (overleden 2020)
- 21 - Cécile DeWitt-Morette, Frans wis- en natuurkundige (overleden 2017)
- 22 - Eli Asser, Nederlands (tekst)schrijver (overleden 2019)
- 23 - Raymond Kintziger, Belgisch atleet (overleden 2010)
- 23 - Micheline Ostermeyer, Frans atlete en pianiste (overleden 2001)
- 24 - Ava Gardner, Amerikaans actrice (overleden 1990)
- 25 - Félix Loustau, Argentijns voetballer (overleden 2003)
- 26 - Octave Landuyt, Belgisch beeldend kunstenaar (overleden 2024)
- 27 - Johnny Kay, Amerikaans autocoureur (overleden 2008)
- 27 - Oscar Verpoest, Belgisch dammer (overleden 2007)
- 28 - Stan Lee, co-creator van Spider-Man, Fantastic Four en veel andere karakters van Marvel Comics (overleden 2018)
- 29 - Addy Kleijngeld, Nederlands musicus en producer (overleden 1977)
- 29 - Rose Lee Maphis, Amerikaans countrymuzikante (overleden 2021)
- 30 - Marc Sleen (eigenlijk Marcel Neels), Vlaams striptekenaar (overleden 2016)
- 31 - Marek Edelman, Pools cardioloog, politiek en sociaal activist, politicus en leider van de Opstand in het getto van Warschau (overleden 2009)

### Datum onbekend
- (juli) Yin Fatang, Chinees politicus en militair bevelhebber (overleden 2025)

## Overleden
januari
- 5 - Ernest Shackleton (47), Brits ontdekkingsreiziger
- 22 - Paus Benedictus XV (67), paus van 1914 tot 1922

februari
- 3 - Christiaan de Wet (67), Zuid-Afrikaans Boerengeneraal
- 8 - Thorvald Lammers (81), Noors zanger en componist
- 25 - Henri-Desiré Landru (53), Frans tienvoudig lustmoordenaar

maart
- 22 - Louis-Antoine Ranvier (86), Frans patholoog

april
- 1 - Karel I van Oostenrijk (34), laatste keizer van Oostenrijk
- 2 - Hermann Rorschach (37), Zwitsers psycholoog
- 20 - Jacqueline E. van der Waals (53), Nederlands dichteres
- 21 - Alessandro Moreschi (63), laatste castraatzanger.
- 30 - Francisco Makabulos (50), Filipijns onafhankelijkheidsstrijder

mei
- 3 - Viktor Kingissepp (34), Estisch communistisch politicus
- 6 - Marie van Saksen-Weimar-Eisenach (73), Duits hertogin
- 7 - Max Wagenknecht (64), Duits componist
- 18 - Charles Louis Alphonse Laveran (76), Frans medicus en Nobelprijswinnaar
- 27 - Ernest Solvay (84), Belgisch grootindustrieel en scheikundige
- 28 - Louis Hartlooper (58), Nederlands explicateur

juni
- 20 - Vittorio Monti (54), Italiaans componist
- 24 - Walther Rathenau (54), Duits industrieel en politicus
- 26 - Albert I (73), Monegaskisch prins

juli
- 17 - Heinrich Rubens (57), Duits natuurkundige

augustus
- 2 - Alexander Graham Bell (75), Schots uitvinder
- 22 - Michael Collins (31), Iers politicus
- 26 - Marie Clermont (61), Nederlands actrice

september
- 1 - Edmund Leighton (68), Brits kunstschilder
- 7 - Valeriano Hernandez (63), Filipijns schrijver
- 9 - Warmolt Tonckens (73), Nederlands jurist en gouverneur van Suriname

oktober
- 4 - Ellis Rowan (74), Australisch botanisch illustratrice
- 12 - Margriet Baers (33), Belgisch maatschappelijk werkster en feministe
- 28 - Hugo Verriest (81), Belgisch priester-dichter

november
- 2 - Ananias Diokno (62), Filipijns generaal
- 24 - Sidney Sonnino (75), Italiaans staatsman
- 25 - Temistocle Calzecchi Onesti (68), Italiaans natuurkundige en uitvinder

december
- 13 - Hannes Hafstein (61), IJslands politicus en dichter
- 16 - Eliëzer Ben-Jehoeda (64), Litouws-Palestijns-Joods taalkundige (grondlegger van het modern Hebreeuws)

## Weerextremen in België
- 24 mei: Temperatuurmaximum tot 34,1 °C in Ukkel, 34,6 °C in Gembloers, 36,5 °C in Leopoldsburg…
- mei: Mei met hoogste zonneschijnduur : 365 uur (normaal 231 uur).
- oktober: Oktober met laagste gemiddelde dampdruk: 8,1 hPa (normaal 10,8 hPa).
- oktober: Oktober met laagste gemiddelde minimumtemperatuur: 3,2 °C (normaal 7,2 °C).
- november: November met laagste zonneschijnduur: 20 uur (normaal 60 uur). Het is tevens de tweede somberste maand ooit, na december 1934.

Bron: KMI Gegevens Ukkel 1901-2003  met aanvullingen 